# マーキュリーアシェンソーレ
マーキュリーエレベータ株式会社（Mercury Elevator Co., Ltd.）は、日本のエレベーター等の保守・管理の会社である。
2023年2月にマーキュリーアシェンソーレ株式会社から現在の社名に変更し、本社を鹿児島県から東京都へ移転した。（登記簿上の本社は鹿児島県）

## 概説
マーキュリーアシェンソーレはメンテナンスを主たる業務とする、いわゆる独立系のメンテナンス会社である。
1971年創業で、社名を鹿児島リフトサービス→九州エレベータ→日本エレベータと変更した。2003年にシンドラーエレベータが買収、現在の社名になった。
独立系メンテナンス会社ではあったものの、シンドラーエレベータの整備協力会社として、同社製エレベーターの純正保守も手掛けていた。
2016年4月6日、親会社のシンドラーエレベータは当社の全株式を日本オーチス・エレベータに売却すると発表した。同年10月3日付で株式が譲渡され、親会社が異動した。
2023年1月、社名をマーキュリーアシェンソーレ株式会社からマーキュリーエレベータ株式会社へと変更。本社及び本社機能を鹿児島県鹿児島市上荒田町29-22から東京都中央区新川2-27-1　東京住友ツインビルディング東館1Fへ移転した。旧本社所在地である鹿児島県へは新たに鹿児島本社を設立。住所を鹿児島県鹿児島市西千石町1-1　鹿児島西千石第一生命ビルディング5Fとし、人事部や経理部機能を置く。なお、登記簿上の本社は鹿児島県鹿児島市西千石町1-1　鹿児島西千石第一生命ビルディング5Fだが、リニューアル後の同社ホームページには東京都の住所が記載されている。

## 沿革
- 1971年（昭和46年） - 鹿児島リフトサービス創立
- 1976年（昭和51年） - 有限会社鹿児島リフトサービスに法人化
- 1990年（平成 2年） - 有限会社九州エレベータに社名変更
- 1994年（平成 6年） - 株式会社化
- 2001年（平成13年） - 株式会社日本エレベータに社名変更
- 2003年（平成15年） - マーキュリーアシェンソーレ株式会社に社名変更
- 2016年（平成28年） -  シンドラーエレベータが保有している当社の株式を全て日本オーチス・エレベータに譲渡[1]
- 2023年（令和 5年） - マーキュリーエレベータ株式会社に社名変更

## 拠点
- 本社
  - 東京本社 - 東京都中央区新川2-27-1　東京住友ツインビルディング東館1F
  - 鹿児島本社 - 鹿児島県鹿児島市西千石町1−1　鹿児島西千石第一生命ビルディング5F

- 関東地区
  - 首都圏支社 - 東京都中央区新川2-27-1　東京住友ツインビルディング東館1F
  - 東京技術部 - 東京都品川区平塚1-12-9　加瀬ビル167 7F
  - 城南SC - 東京都品川区平塚1-12-9 加瀬ビル167 7F
  - 東京北SC - 東京都豊島区巣鴨1-21-9
  - 中央SC - 東京都中央区京橋2-6-14
  - 西東京SC - 東京都杉並区大宮1-2-10
  - 町田SC - 東京都町田市森野2-27-12
  - 千葉SC - 千葉市若葉区桜木3-13-20
  - 横浜SC - 横浜市西区北幸2-10-34
  - 藤沢SC - 神奈川県藤沢市藤沢539
  - 大宮SC - 埼玉県さいたま市大宮区大成町1-476
  - 川口SC - 埼玉県川口市川口6丁目5-23
  - 沼津SC - 静岡県沼津市三園町5-3
  - 群馬SC - 群馬県高崎市東貝沢町1-23-20

- 名古屋・岡崎
  - 名古屋支社 - 愛知県名古屋市中村区則武2-29-26　シェルマン則武1F
  - 名古屋SC - 愛知県名古屋市中村区則武2-29-26　シェルマン則武1F
  - 岡崎SC - 愛知県岡崎市大和町字荒田36-1

- 関西地区
  - 関西支社 - 大阪府大阪市中央区城見2-1-61　ツイン21MIDタワー 10F

- 広島
  - 広島支社 - 広島市西区三篠町2-4-22　NKビル2F
  - 広島第一SC - 広島市西区三篠町2-4-22　NKビル2F
  - 広島第二SC - 広島市西区三篠町2-4-22　NKビル2F
  - 広島第三SC - 広島市西区三篠町2-4-22　NKビル2F

- 山口
  - 山口SC - 山口県山口市小郡高砂町5-35

- 福岡・北九州・久留米
  - 九州支社 - 福岡県福岡市博多区豊2-6-5
  - 博多SC - 福岡県福岡市博多区博多駅南2-10-35
  - 福岡中央SC - 福岡県福岡市南区平和1-3-11
  - 福岡東SC - 福岡県福岡市東区千早2
  - 福岡西SC - 福岡県福岡市西区愛宕1-19-25
  - 福岡南SC - 福岡県春日市宝町3-11-1
  - 北九州SC - 福岡県北九州市小倉南区徳吉東4
  - 久留米SC - 久留米市東合川町665-9-201

- 大分
  - 大分SC - 大分県大分市西春日町6-29

- 熊本
  - 九州支社熊本支店 - 熊本市中央区九品寺1-7-34　キングドム九品寺1F
  - 熊本第一SC - 熊本市中央区九品寺1-7-34　キングドム九品寺1F
  - 熊本第二SC - 熊本市中央区九品寺1-7-34　キングドム九品寺1F

- 鹿児島
  - 九州支社鹿児島支店 - 鹿児島県鹿児島市上之園町23−15
  - 鹿児島支店第一SC - 鹿児島県鹿児島市上之園町23−15
  - 鹿児島支店第二SC - 鹿児島県鹿児島市上之園町23−15